# Magdalena Zofia Barat
Magdalena Zofia Barat, właśc. Madeleine-Sophie Barat (ur. 12 grudnia 1779 w Joigny, zm. 25 maja 1865 w Paryżu) – francuska Święta Kościoła katolickiego, zakonnica, założycielka Zgromadzenia Najświętszego Serca Jezusa (Sacré Coeur).

## Życiorys
Była trzecim dzieckiem Madeleine Fouffé Barat i Jacquesa Barat, bednarza i właściciela winnicy. Z powodu stresu wywołanego pożarem w sąsiednim domu, urodziła się o dwa miesiące za wcześnie. Już następnego dnia rano została ochrzczona, a chrzestnym został jej 11-letni brat Louis (który później został jezuitą). Mając 10 lat, w 1789 roku, przystąpiła do pierwszej Komunii Świętej. Gdy Louis został księdzem i profesorem w seminarium w Joigny, zaczął uczyć siostrę łaciny, greki, historii, nauk przyrodniczych, hiszpańskiego i włoskiego. Pod wpływem swojego brata oraz ojca Josepha Varin, w 1800 roku założyła Zgromadzenie Najświętszego Serca Jezusa. Sześć lat później została wybrana przełożoną generalną Zgromadzenia i została nią aż do śmierci w wieku 85 lat, w opinii świętości. Założone przez nią Zgromadzenie liczyło wtedy już ok. 3500 sióstr zakonnych pracujących w 88 domach w 15 krajach Europy, Afryki, Ameryki Północnej i Południowej. Ich 84 domy posiadały pensjonaty (w których wychowywało się ok. 3700 dziewcząt), a 74 domy prowadziły szkoły dla ubogich (ok. 5700 dzieci). Została beatyfikowana przez papieża Piusa X w dniu 24 maja 1908 roku, a kanonizowana przez papieża Piusa XI w dniu 24 maja 1925 roku.